# Шоугёрл
«Шоугёрл» (англ. The Last Showgirl) — американская драма 2024 года режиссёра Джии Копполы по сценарию Кейт Герстен. В главных ролях Памела Андерсон, Джейми Ли Кёртис, Билли Лурд, Дейв Батиста, Бренда Сонг и Кирнан Шипка. Сюжет фильма о девушке средних лет из Лас-Вегаса, которая сталкивается с неопределенным будущим после того, как узнаёт, что шоу, в котором она выступала в течение трех десятилетий, планируется закрыть. Сценарий был адаптирован Герстен по её собственной неизданной пьесе Body of Work, созданной по мотивам лас-вегасовского шоу Jubilee! (англ.).
Мировая премьера фильма состоялась на Международном кинофестивале в Торонто 6 сентября 2024 года, а ограниченный кинотеатральный показ начался в Соединённых Штатах 13 декабря, продлённый позднее до 10 января 2025 года. Фильм получил в целом положительные отзывы от критиков, а Андерсон заслужила похвалу за актёрскую игру. Андерсон получила номинации за лучшую женскую роль на 82-й церемонии вручения премии «Золотой глобус» и на 31-й премии Гильдии киноактёров США, в то время как на последней Кёртис была номинирована на награду за лучшую женскую роль второго плана, а также на 78-й церемонии вручения премии BAFTA Awards.

## Сюжет
После некогда успешного существования из-за низкой посещаемости закрывается шоу в Лас-Вегасе. 57-летняя Шелли, выступавшая в нём более 30 лет, сталкивается с проблемой: как продолжать жить дальше после закрытия шоу.

## В ролях
- Памела Андерсон — Шелли Гарднер, успешная участница шоу
- Джейми Ли Кёртис — Аннетт, лучшая подруга Шелли, официантка и бывшая участница шоу
- Дейв Батиста — Эдди, продюсер шоу, отец Ханны
- Билли Лурд — Ханна Гарднер, дочь Шелли и Эдди
- Кирнан Шипка — Джоди, участница шоу
- Бренда Сонг —  Мэри-Энн, участница шоу
- Джейсон Шварцман — кастинг-директор

## Саундтрек
Саундтрек был создан специально для фильма композитором Эндрю Уайаттом, а песня «Beautiful That Way» в исполнении Майли Сайрус, выпущенная в качестве сингла 9 декабря 2024 года, была номинирована на премию «Золотой глобус» за лучшую песню и премию «Выбор критиков» за лучшую песню. Саундтрек был выпущен лейблом Milan Records 20 декабря 2024 года и получил положительные отзывы.
Слова и музыка всех песен — Эндрю Уайатт, кроме композиции №20.
| №   | Название                                                                                  | Длительность |
| --- | ----------------------------------------------------------------------------------------- | ------------ |
| 1.  | «The Last Showgirl»                                                                       | 1:38         |
| 2.  | «Shelly’s Dream»                                                                          | 1:36         |
| 3.  | «Sparkle»                                                                                 | 0:36         |
| 4.  | «Bells in Heaven»                                                                         | 0:21         |
| 5.  | «Rooftop Prelude»                                                                         | 0:55         |
| 6.  | «A No Better Place to Go»                                                                 | 1:35         |
| 7.  | «Rooftop Night»                                                                           | 1:08         |
| 8.  | «Gold Reflections from the Wynn»                                                          | 1:26         |
| 9.  | «A No Better Place to Go, Pt. 2»                                                          | 1:58         |
| 10. | «Classifieds»                                                                             | 0:55         |
| 11. | «Break in the Clouds»                                                                     | 1:42         |
| 12. | «Shelly’s Dream (Piano)»                                                                  | 0:53         |
| 13. | «Shelly’s Dream (Reprise)»                                                                | 1:20         |
| 14. | «Razzle Dazzle»                                                                           | 1:56         |
| 15. | «Who to Blame»                                                                            | 1:49         |
| 16. | «Razzle Dazzle, Pt. 2»                                                                    | 2:48         |
| 17. | «True Romance»                                                                            | 0:44         |
| 18. | «Rooftop Reprise»                                                                         | 1:19         |
| 19. | «Dream Finale»                                                                            | 4:21         |
| 20. | «Beautiful That Way» (исполнена Майли Сайрус; написана Уайаттом, Люкке Ли и Майли Сайрус) | 2:20         |

## Создание
Кейт Герстен адаптировала сценарий своей собственной нереализованной пьесы Body of Work (разработанной в Roundabout Theatre), на написание которой её вдохновили посещения шоу в Лас-Вегасе Jubilee! (англ.) до его закрытия в 2016 году. По мнению Копполы структура пьесы позволила сохранить сдержанность истории и создать душевный фильм. Она начала сотрудничать с продюсером, своим двоюродным братом, Робертом Шварцманом в 2021 году, сделав ставку на скромный бюджет и непродолжительные съемки, чтобы остался контроль над созданием фильма: «Оставаясь в тесных рамках, я могу сохранить автономию в своём творчестве. Когда я наткнулась на пьесу Кейт, она структурно подошла для создания фильма именно в таком формате. В ней не так много локаций и небольшой актёрский состав, поэтому мы смогли быть изолированы».
Актёрский состав (Памела Андерсон, Джейми Ли Кёртис, Дейв Батиста, Бренда Сонг, Кирнан Шипка и Билли Лурд) был объявлен в феврале 2024 года, когда съемки уже завершились. Пригласить Андерсон на роль Шелли у режиссёра фильма Копполы появилось после просмотра её документального фильма 2023 года «Памела, история любви» (англ.). Она направила сценарий на тот момент агенту Андерсон, который отклонил его в течение часа, даже не сообщив об этом Андерсон. Позже Коппола через общих друзей связалась с Брэндоном, сыном Андерсон, передав сценарий его матери, которая ранее отказалась от продолжения актёрской карьеры. Сценарий настолько заинтересовал Андерсон, что актриса сказала: «В жизни мне вручали много сценариев, но никогда не было такого вызова, как в этом. Ты не увидишь такого, когда предстоит работать в купальнике. Я была так увлечена персонажем, что слышала её голос в своей голове и всё представляла. Я подумала: „О! Это то, о чём говорят люди, когда читают материал и знают, что должны это сделать“». Андерсон сравнила стиль фильма и своё эмоциональное доверие к Копполе с работами Джона Кассаветиса и Джины Роулендс. Кёртис согласилась сняться в фильме, узнав, что в главной роли будет играть Андерсон. Кополла также сразу же хотела появления Батиста в фильме, вспоминая о разговоре между ними о желании исполнять драматические роли несколькими годами ранее.

## Съёмки
Основные съёмки проходили в самом Лас-Вегасе в течение 18 дней с бюджетом менее 2 миллионов долларов. Коппола вдохновлялась научно-популярными взглядами на Вегас, от документальных фильмов до работы покойного журналиста и искусствоведа Дэйва Хики, заявляя: «Я не искала вдохновения в фильмах для этого проекта, а искала в фотографиях. Я познаю этот мир благодаря им». Коппола работала с оператором Отем Дюральд Аркапоу, с которой они вместе снимали её дебютный художественный фильм 2013 года «Пало-Альто», а также фильм «Мейнстрим» 2020 года. С целью запечатления кадров в необработанном зернистом качестве фильм был снят на 16-миллиметровую плёнку с использованием ручной камеры и пользовательских анаморфных объективов. Сцены с Кёртис были сняты первыми, так как у неё было всего четыре дня для съёмок в январе 2024 года.
Костюмы актёров в фильме были взяты у дизайнеров Питера Менефи и Боба Маки, некоторые из которых были использованы в самом шоу Jubilee.

## Релиз и прокат
В мае 2024 года, представив первый вариант фильма, компании Goodfellas и Utopia, соучредителем последней из которых был двоюродный брат Копполы Роберт Шварцман, объявили, что объединятся для управления международными продажами фильма, который уже вызвал большой интерес у дистрибьюторов на кинорынке Marché du Film.
Мировая премьера фильма состоялась на Международном кинофестивале в Торонто 6 сентября 2024 года. Он также вошёл в основной конкурсный список 72-го Международного кинофестиваля в Сан-Себастьяне. 27 сентября компания Roadside Attractions приобрела права на распространение фильма. Несколько дней спустя было объявлено, что Sony Pictures Worldwide Acquisitions приобрела все оставшиеся международные права на распространение фильма, включая Латинскую Америку, Францию, Скандинавию, Грецию, Португалию, Турцию, Израиль, Восточную Европу, за исключением Польши, Азии и Африки. Фильм был в прокате в одном кинотеатре в Лос-Анджелесе в течение одной недели, начиная с 13 декабря 2024 года, чтобы пройти отбор на 97-ю церемонию вручения премии «Оскар», а затем вышел в широкий прокат 10 января 2025 года. Премьера фильма, запланированная на 9 января в Китайском театре, была отменена из-за лесных пожаров в Лос-Анджелесе.
Во время недельного показа в Лос-Анджелесе в декабре 2024 года фильм собрал 77 589 долларов за показ в одном кинотеатре. Это был пятый лучший старт с одного экрана в году и второй по величине средний старт с одного экрана для Roadside за 20-летнюю историю. После расширенного театрального релиза 10 января 2025 года он собрал 620 700 долларов в первый день в 870 кинотеатрах и занял десятое место в прокате с 1,5 миллионами долларов. Уикенд фильма был расхвален как успех индустрии и отмечен как превзошедший «Быть лучше: История Робби Уильямса», другой выпущенный в это же время фильм, который собрал всего 1,1 миллиона долларов в 1291 кинотеатре. В общей сложности фильм собрал 7 миллионов долларов по всему миру.

## Отзывы и оценки
На сайте-агрегаторе рецензий Rotten Tomatoes 83 % из 224 рецензий критиков положительные, со средней оценкой 6,9/10. Консенсус сайта гласит: «Тоскливая витрина для Памелы Андерсон в освежающе драматической роли, „Шоугёрл“ отдаёт дань уважения рабочему классу Лас-Вегаса с помощью превосходной коллекции актёрских работ». Metacritic, который использует средневзвешенное значение, присвоил фильму оценку 66 из 100 на основе мнений 44 критиков, что указывает на «в целом благоприятные» рецензии.
В своей статье для KTLA News в Лос-Анджелесе критик Рассел Фэлкон положительно сравнил темы фильма с темами фильма Корали Фаржа «Субстанция», высказав мнение, что оба фильма показывают какую цену женщины платят за свою красоту и карьеру.
Стефани Захарек из Time назвала игру Андерсон одной из 10 лучших в 2024 году, написав, что: «Её лицо, выражающее „принимай меня такой, какая я есть“, усиливает как уязвимость, так и неповиновение, которые она привносит в роль».
Описывая мировую премьеру фильма, Мария Э. Гейтс из RogerEbert.com похвалила Андерсон за её тонкую игру, написав: «В роли Шелли Андерсон — откровение, привносящее тот же баланс жизнерадостности и пафоса, который Джуди Холлидей привносила в каждую из своих ролей». Шейла О’Мэлли также сравнила Андерсон с Джуди Холлидей, написав далее: «И поэтому „возвращение“ — совсем не то слово для игры Андерсон, одной из лучших в году. Её игра — непреднамеренное обвинение индустрии, которая раскручивала её, одновременно обесценивая, едва ли считая её „актрисой“. Никто не мог сыграть Шелли так, как её играет Андерсон».
Называя исполнение роли Шелли Памелой Андерсон одной из десяти лучших работ года, Оди Хендерсон из The Boston Globe пишет: «Андерсон играет настолько реалистично, что это доказывает, что актриса знала свою героиню вдоль и поперёк».

## Награды
| Награда                                          | Дата церемонии   | Категория                                                                             | Номинант(-ы)                                                 | Результат    | Примечания |
| ------------------------------------------------ | ---------------- | ------------------------------------------------------------------------------------- | ------------------------------------------------------------ | ------------ | ---------- |
| Кинофестиваль в Сан-Себастьяне                   | 28 сентября 2024 | Золотая раковина                                                                      | Шоугёрл                                                      | Номинация    | [ 38 ]     |
| Кинофестиваль в Сан-Себастьяне                   | 28 сентября 2024 | Специальный приз жюри                                                                 | Каст фильма                                                  | Победа       | [ 39 ]     |
| Кинофестиваль в Цюрихе                           | 4 октября 2024   | Золотой глаз                                                                          | Памела Андерсон                                              | Победа       | [ 40 ]     |
| Пляжный кинофестиваль в Ньюпорте                 | 24 октября 2024  | Выдающееся повествование                                                              | Шоугёрл                                                      | Победа       | [ 41 ]     |
| Кинофестиваль SCAD Savannah                      | 2 ноября 2024    | Награда Marquee                                                                       | Памела Андерсон                                              | Победа       | [ 42 ]     |
| Кинофестиваль в Майами                           | 3 ноября 2024    | Премия «Актёрское искусство света»                                                    | Памела Андерсон                                              | Победа       | [ 43 ]     |
| Hollywood Music in Media Awards                  | 20 ноября 2024   | Лучшая песня — независимое кино                                                       | «Beautiful That Way» — Майли Сайрус, Люкке Ли и Эндрю Уайатт | Победа       | [ 44 ]     |
| Готэм                                            | 2 декабря 2024   | Выдающаяся главная роль                                                               | Памела Андерсон                                              | Номинация    | [ 45 ]     |
| IndieWire                                        | 5 декабря 2024   | Выдающееся исполнение                                                                 | Памела Андерсон                                              | Победа       | [ 46 ]     |
| Кинофестиваль в Сан-Валли                        | 6 декабря 2024   | Награда первопроходцу                                                                 | Памела Андерсон и Джиа Коппола                               | Победа       | [ 47 ]     |
| Astra Film Awards                                | 8 декабря 2024   | Лучший независимый фильм                                                              | Шоугёрл                                                      | Победа       | [ 48 ]     |
| Общество кинокритиков Сан-Диего                  | 9 декабря 2024   | Лучший дизайн костюмов                                                                | Жаклин Гетти и Рэйни Джейкобс                                | Второе место | [ 49 ]     |
| Общество кинокритиков Лас-Вегаса                 | 13 декабря 2024  | Лучшая песня                                                                          | «Beautiful That Way» — Майли Сайрус, Люкке Ли и Эндрю Уайатт | Победа       | [ 50 ]     |
| Ассоциация кинокритиков Сент-Луиса               | 15 декабря 2024  | Лучшая актриса                                                                        | Памела Андерсон                                              | Номинация    | [ 51 ]     |
| Международная награда кинокритиков Pandora       | 18 декабря 2024  | Музыкальная композиция                                                                | «Beautiful That Way» — Майли Сайрус, Люкке Ли и Эндрю Уайатт | Номинация    | [ 52 ]     |
| Онлайн-ассоциация женских кинокритиков           | 23 декабря 2024  | Лучшая актриса второго плана                                                          | Джейми Ди Кёртис                                             | Номинация    | [ 53 ]     |
| Онлайн-ассоциация женских кинокритиков           | 23 декабря 2024  | The Rosie                                                                             | Шоугёрл                                                      | Номинация    | [ 53 ]     |
| Ассоциация кинокритиков Северного Техаса         | 30 декабря 2024  | Лучшая актриса                                                                        | Памела Андерсон                                              | Номинация    | [ 54 ]     |
| Ассоциация кинокритиков Greater Western New York | 4 января 2025    | Главная актриса                                                                       | Памела Андерсон                                              | Номинация    | [ 55 ]     |
| Золотой глобус                                   | 5 января 2025    | Лучшая песня                                                                          | «Beautiful That Way» — Майли Сайрус, Люкке Ли и Эндрю Уайатт | Номинация    | [ 56 ]     |
| Золотой глобус                                   | 5 января 2025    | Лучшая женская роль — драма                                                           | Памела Андерсон                                              | Номинация    | [ 56 ]     |
| Ассоциация кинокритиков Остина                   | 6 января 2025    | Лучшая актриса                                                                        | Памела Андерсон                                              | Номинация    | [ 57 ]     |
| Альянс женщин киножурналистов                    | 7 января 2025    | Лучшая женщина-режиссёр                                                               | Джиа Коппола                                                 | Номинация    | [ 58 ]     |
| Общество кинокритиков Гавайи                     | 13 января 2025   | Лучшая песня                                                                          | «Beautiful That Way» — Майли Сайрус, Люкке Ли и Эндрю Уайатт | Номинация    | [ 59 ]     |
| Круг женщин-кинокритиков                         | 15 января 2025   | Лучшая актриса                                                                        | Памела Андерсон                                              | Второе место | [ 60 ]     |
| Круг женщин-кинокритиков                         | 15 января 2025   | Награда Карен Морли                                                                   | Шоугёрл                                                      | Победа       | [ 60 ]     |
| Награда независимых критиков Чикаго              | 17 января 2025   | Лучшая песня                                                                          | «Beautiful That Way» — Майли Сайрус, Люкке Ли и Эндрю Уайатт | Номинация    | [ 61 ]     |
| Выбор критиков                                   | 7 февраля 2025   | Лучшая песня                                                                          | «Beautiful That Way» — Майли Сайрус, Люкке Ли и Эндрю Уайатт | Номинация    | [ 62 ]     |
| Награда журнала AARP за взрослые фильмы          | 8 февраля 2025   | Лучшая актриса                                                                        | Памела Андерсон                                              | Номинация    | [ 63 ]     |
| Общество композиторов и поэтов                   | 12 февраля 2025  | Выдающаяся песня для драматического или документального визуального медиапроизводства | «Beautiful That Way» — Майли Сайрус, Люкке Ли и Эндрю Уайатт | Номинация    | [ 64 ]     |
| Гильдия визажистов и стилистов                   | 15 февраля 2025  | Лучшая современная укладка волос                                                      | Кэти Макклинток, Марк Бойл и Стефани Хобгуд                  | Победа       | [ 65 ]     |
| Премия Британской Академии в области кино        | 16 февраля 2025  | Лучшая женская роль второго плана                                                     | Джейми Ли Кёртис                                             | Номинация    | [ 66 ]     |
| Премия Гильдии киноактёров США                   | 23 февраля 2025  | Лучшая женская роль                                                                   | Памела Андерсон                                              | Номинация    | [ 67 ]     |
| Премия Гильдии киноактёров США                   | 23 февраля 2025  | Лучшая женская роль второго плана                                                     | Джейми Ли Кёртис                                             | Номинация    | [ 67 ]     |
| Золотая малина                                   | 28 февраля 2025  | Премия «Золотая малина» за восстановление репутации                                   | Памела Андерсон                                              | Победа       | [ 68 ]     |
| Золотой трейлер                                  | 29 мая 2025      | Лучший тизер                                                                          | The Last Showgirl: «Final Performance»                       | Номинация    | [ 69 ]     |

## Комментарии
1. ↑  Памела Андерсон, Кирнан Шипка, Бренда Сонг, Билли Лурд, Дейв Батиста и Джейми Ли Кёртис